# إسلام خان المشهدي
إسلام خان المشهدي (توفي 3 أغسطس 1656م) أو «إسلام خان الثاني» واسم ولادته «مير عبد السلام». هو رجل دولة وقائد عسكري في الهند المغولية تولَّى حكم البنغال إلى أن أسندت إليه الوزارة العظمى، ثم شغل منصب نائب الملك في كابل حتَّى وفاته.

## النشأة
اسمه الحقيقي مير عبد السلام. منحه السُلطان شهاب الدين شاهجهان لقب «إسلام خان». كان يتمتع بِخبرة إداريَّة واسعة، حيث شغل العديد من المناصب المهمة، بما في ذلك حُكم الكجرات، قبل تعيينه في البنغال.

## سيرته
سنة 1635م عُين إسلام خان صوبه دارًا للبنغال. في عهده، كان هناك صراع بين المغول في بلاد البنغال وممالك آسام وأرَكان. أقنع الحاكم الأسامي براتاب سينغ بالي نارايان (شقيق باريكشان نارايان من كاماروبا، الذي استسلم للمغول) بشن غارات في كاماروپا. رجا ساتراجيت، التاندار المغولي في كاماروپا، حث بالي نارايان على مُهاجمة هاجو، المقرِّ الرَّئيسي لِلمغول في كاماروپا.
لِمُساعدة فوجدار كاماروپا، أرسل إسلام خان تعزيزات لإعانته في حربه. في بادئ الأمر، كان بإمكانهم هزيمة العدو ودفعه إلى ما وراء حدُودهم. ومع ذلك، فقد هُزم المغول على يد الآساميين بسبب هُجومهم المُباغت وخيانة ساتراجيت. أرسل صوبه دارُ البنغال تعزيزات جديدة من دكا. فهزم المغول الآساميين وساروا نحو دوبري، حيث ألقوا القبض على الخائن ساتراجيت وأرسلوه إلى دكا وأُعدِم. استولى المغول على شريجات وباندو. هرب بالي نارايان إلى ولاية آسام. وقد انتهت الأعمال العدائية من خلال المفاوضات بين عامي 1638–1639 التي ضمنت بارانادي كحدود لممتلكات المغول في الشمال واختيرت غواهاتي كَمقرٍّ للمغول.
في نهاية الصراع مع آسام بدأت الأعمال العدائية مع أركان. في سنة 1638م توفي سري سودارشانا حاكم أراكان، واستحوذ خادمه على العرش وحمل لقب ناراباتي (ملك الشعب). وعلى إثر ذلك أعلن مانجات راي، شقيق الملك الراحل في شيتاغونغ، الاستقلال وحاول الإطاحة بغاصب العرش. إلا أنه افتقر للقوة الكافية، فلجأ إلى المغول طلبًا للمساعدة. فأمر إسلام خان ثاندار بهولوا وجاغديا بتقديم المساعدة لأمير الراخين الهارب. صدت قوات المغول الأسطول الأركاني وسمحت لمانجات راي بعبور نهر فيني. فأطلق غاصب عرش أراكان حملة جديدة على حدود المغول. فأرسل إسلام خان تعزيزات ضد الغزاة وأجبرهم على التراجع إلى مواقعهم السابقة. انشق الپرتغاليون من شيتاغونغ إلى مانجات راي وفقد الأراكانيون الدعم من الأسطول الپُرتغالي.
في عام 1639، بعد وقت قصير من معارك آهوم ومغول الهند والمعارك الأركانية المغولية، تم استدعاء إسلام خان المشهدي إلى دلهي لتولي منصب الوزير الأعظم أي–رئيس الوزراء. وخلفه الأمير شاه شجاع كحاكم جديد للبنغال. ثم أضحى إسلام خان حاكمًا لمقاطعات الدكن في السنوات 1646-1647. ومن سنة 1647 إلى سنة 1656 شغل إسلام خان منصب صوبه دار كابل، وتوفي في 3 أغسطس 1656م.